# Malthinus fereniger
Malthinus fereniger es una especie de coleóptero de la familia Cantharidae.

## Distribución geográfica
Habita en México.